# Piece by Piece (album Katie Meluy)
Piece by Piece – drugi album brytyjskiej piosenkarki jazzowej i bluesowej pochodzenia gruzińskiego Katie Melua, wydany 26 września 2005 roku.
Zadebiutował na pierwszym miejscu w rankinku sprzedaży w Wielkiej Brytanii. W Polsce album uzyskał certyfikat dwukrotnej platynowej płyty.

## Lista utworów wraz z ich producentami
1. "Shy Boy" (Mike Batt) – 3:22
2. "Nine Million Bicycles" (Batt) – 3:15
3. "Piece By Piece" (Katie Melua) – 3:24
4. "Halfway Up The Hindu Kush" (Melua/Batt) – 3:06
5. "Blues In The Night" (Harold Arlen/Johnny Mercer) – 4:12
6. "Spider's Web" (Melua) – 3:58
7. "Blue Shoes" (Batt) – 4:39
8. "On The Road Again" (Floyd Jones/Alan Wilson) – 4:38
9. "Thank you, Stars" (Batt) – 3:39
10. "Just Like Heaven" (Robert Smith/Porl Thompson/Simon Gallup/Laurence Tolhurst/Boris Williams) – 3:35
11. "I Cried for You" (Melua) – 3:38
12. "I Do Believe In Love" (Melua) – 3:00

## "Piece by Piece - Special Bonus CD&DVD"
Wzbogacona o trzy nowe piosenki oraz o DVD z europejskiej trasy koncertowej w 2006 wersja drugiego albumu Katie Melua.
Dodatkowe utwory:
- "It’s Only Pain"
- "Lucy In The Sky With Diamonds" (Acoustic Version)
- "Sometimes When I'm Dreaming"

## Single
1. "Nine Million Bicycles" (19 września 2005)
2. "I Cried For You/Just Like Heaven" (5 grudnia 2005)
3. "Spider's Web" (17 kwietnia 2006)
4. "It’s Only Pain" (11 września 2006) (wersja z płyty "Piece By Piece" - Special Bonus CD&DVD)
5. "Shy Boy" (20 listopada 2006)

## Aranżacja
- Śpiew: Katie Melua
- Gitary: Katie Melua, Chris Spedding, Jim Cregan
- Fortepian: Mike Batt (Katie Melua w "I Do Believe In Love")
- Kontrabas: Tim Harries
- Perkusja: Henry Spinetti
- Trąbka: Dominic Glover
- Skrzypce: Mike Darcy
- Instrumenty perkusyjne: Martin Ditcham, Chris Karan
- Harmonijka: Paul Jones ("Blues In The Night")
- Flet etniczny: Adrian Brett ("Nine Million Bicycles")
- Mandolina: Peter Knight ("Thank you, Stars")
- Sitar: Craig Pruess ("Halfway Up The Hindu Kush")
- Orkiestra: The Irish Film Orchestra - Dyrygent: Mike Batt

## Pozycje na listach
| Lista | Kraj   | Pozycja |
| ----- | ------ | ------- |
| OLiS  | Polska | 11      |